# Debuccalizzazione
La debuccalizzazione è un mutamento fonetico in cui una consonante perde il suo luogo di articolazione originario diventando [h] o [ʔ].
La debuccalizzazione è la seconda fase nel tipo di "apertura" di lenizione, una mutazione consonantica che coinvolge la debolezza di una consonante tramite gli spostamenti progressivi nella pronuncia.

## Inglese di Cockney
Nell'inglese di Cockney, il morfema /t/ viene ad essere sostituito da [ʔ] tra vocali, liquide e nasali (in particolare nella parola bottle), in un processo chiamato "glottalizzazione della 't".

## Inglese scozzese
In alcune varietà dell'inglese scozzese, il morfema /θ/ th viene a spostarsi in [h], in un processo chiamato "debuccalizzazione del th".

## Proto-greco
Nel proto-greco, il morfema /s/ viene a spostarsi inizialmente in [h] e tra sonoranti (vocali, consonante liquida e nasali).
- Protoindoeuropeo *septḿ̥ → greco antico heptá "sette" (confronta il latino septem)

La /h/ intervocalica veniva a perdersi già al tempo del greco antico e le vocali in iato a contrarsi nel dialetto attico.
- post-PIE *génesos → proto-greco *génehos → greco ionico géneos — greco attico génous "di una razza"

Davanti a una liquida o a una nasale, l'/h/ veniva ad essere assimilata alla vocale precedente nell'attico-ionico e nel dorico e alla nasale seguente nell'eolico. Il processo di assimilazione vocalica viene chiamato allungamento compensatorio.
- PIE *h₁ésmi → proto-greco *ehmi → attico-ionico ēmí — eolico émmi "io sono"

## Spagnolo
Un certo numero di dialetti spagnoli debuccalizza la /s/ alla fine  di una sillaba in [h].

## Gaelico
Nello scozzese e gaelico irlandese, s, t, f mutavano tramite lenizione in [h], scritta sh, th e fh. Successivamente il suono rappresentato da fh venne a perdersi per intero.